# Comuna Păuca, Sibiu
Păuca (în dialectul săsesc Ternen, în germană Törnen, Pocken, Pokendorf, în maghiară Pókafalva) este o comună în județul Sibiu, Transilvania, România, formată din satele Bogatu Român, Broșteni, Păuca (reședința) și Presaca.

## Demografie
Componența etnică a comunei Păuca
     Români (90,55%)
     Romi (3,06%)
     Germani (1,82%)
     Alte etnii (0%)
     Necunoscută (4,56%)
Componența confesională a comunei Păuca
     Ortodocși (87,49%)
     Creștini după evanghelie (4,89%)
     Evanghelici augustani (1,24%)
     Alte religii (1,76%)
     Necunoscută (4,63%)
Conform recensământului efectuat în 2021, populația comunei Păuca se ridică la 1.535 de locuitori, în scădere față de recensământul anterior din 2011, când fuseseră înregistrați 1.929 de locuitori. Majoritatea locuitorilor sunt români (90,55%), cu minorități de romi (3,06%) și germani (1,82%), iar pentru 4,56% nu se cunoaște apartenența etnică. Din punct de vedere confesional, majoritatea locuitorilor sunt ortodocși (87,49%), cu minorități de creștini după evanghelie (4,89%) și evanghelici augustani (1,24%), iar pentru 4,63% nu se cunoaște apartenența confesională.

## Politică și administrație
Comuna Păuca este administrată de un primar și un consiliu local compus din 11 consilieri. Primarul, Niculae Dancu[*], de la Partidul Național Liberal, este în funcție din 1996. Începând cu alegerile locale din 2024, consiliul local are următoarea componență pe partide politice:
|  | Partid                    | Consilieri | Componența Consiliului | Componența Consiliului | Componența Consiliului | Componența Consiliului | Componența Consiliului | Componența Consiliului | Componența Consiliului | Componența Consiliului |
|  | ------------------------- | ---------- | ---------------------- | ---------------------- | ---------------------- | ---------------------- | ---------------------- | ---------------------- | ---------------------- | ---------------------- |
|  | Partidul Național Liberal | 8          |                        |                        |                        |                        |                        |                        |                        |                        |
|  | Partidul Social Democrat  | 2          |                        |                        |                        |                        |                        |                        |                        |                        |
|  | Partidul PRO România      | 1          |                        |                        |                        |                        |                        |                        |                        |                        |

## Imagini

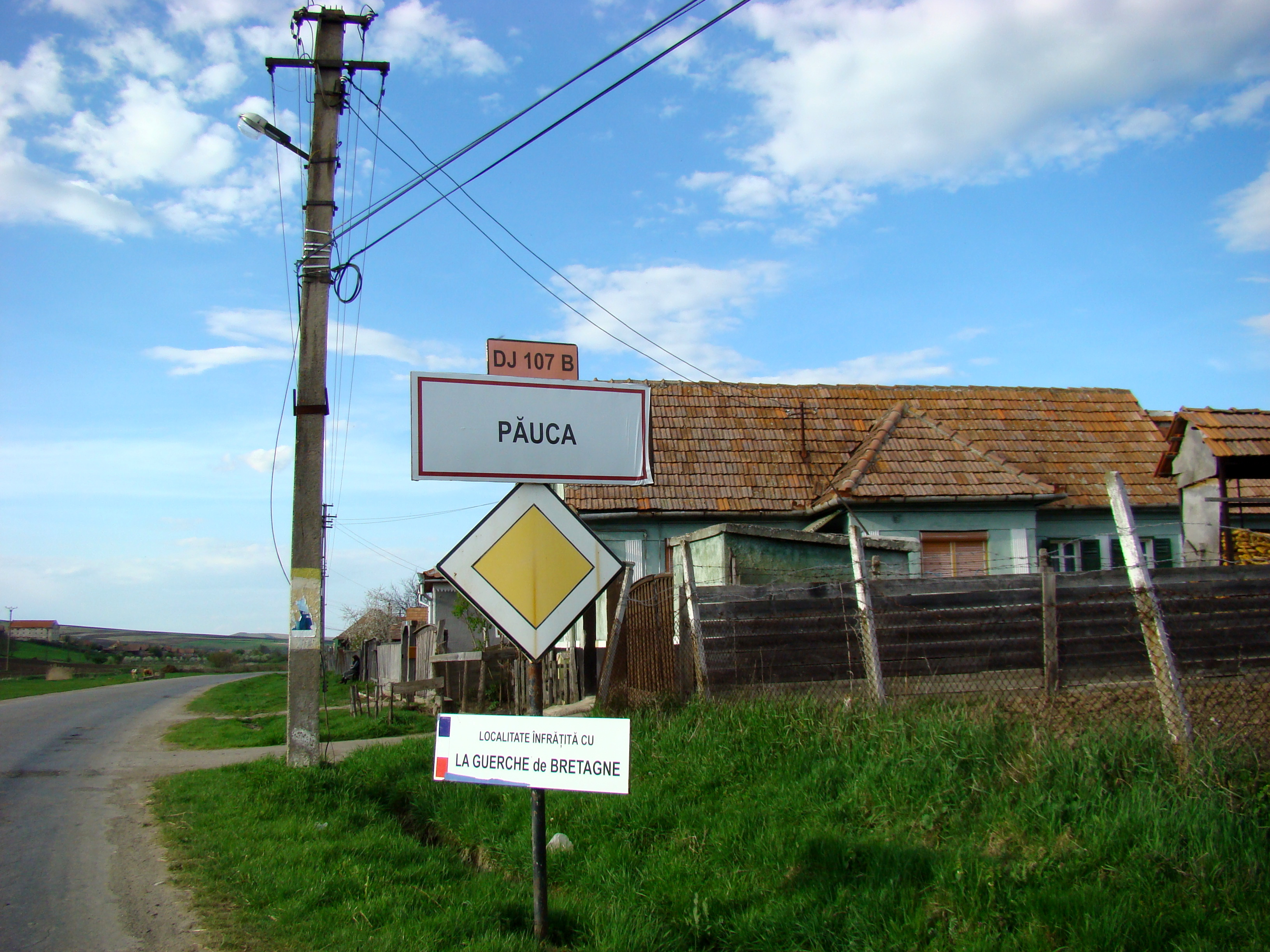
Intrarea în localitate
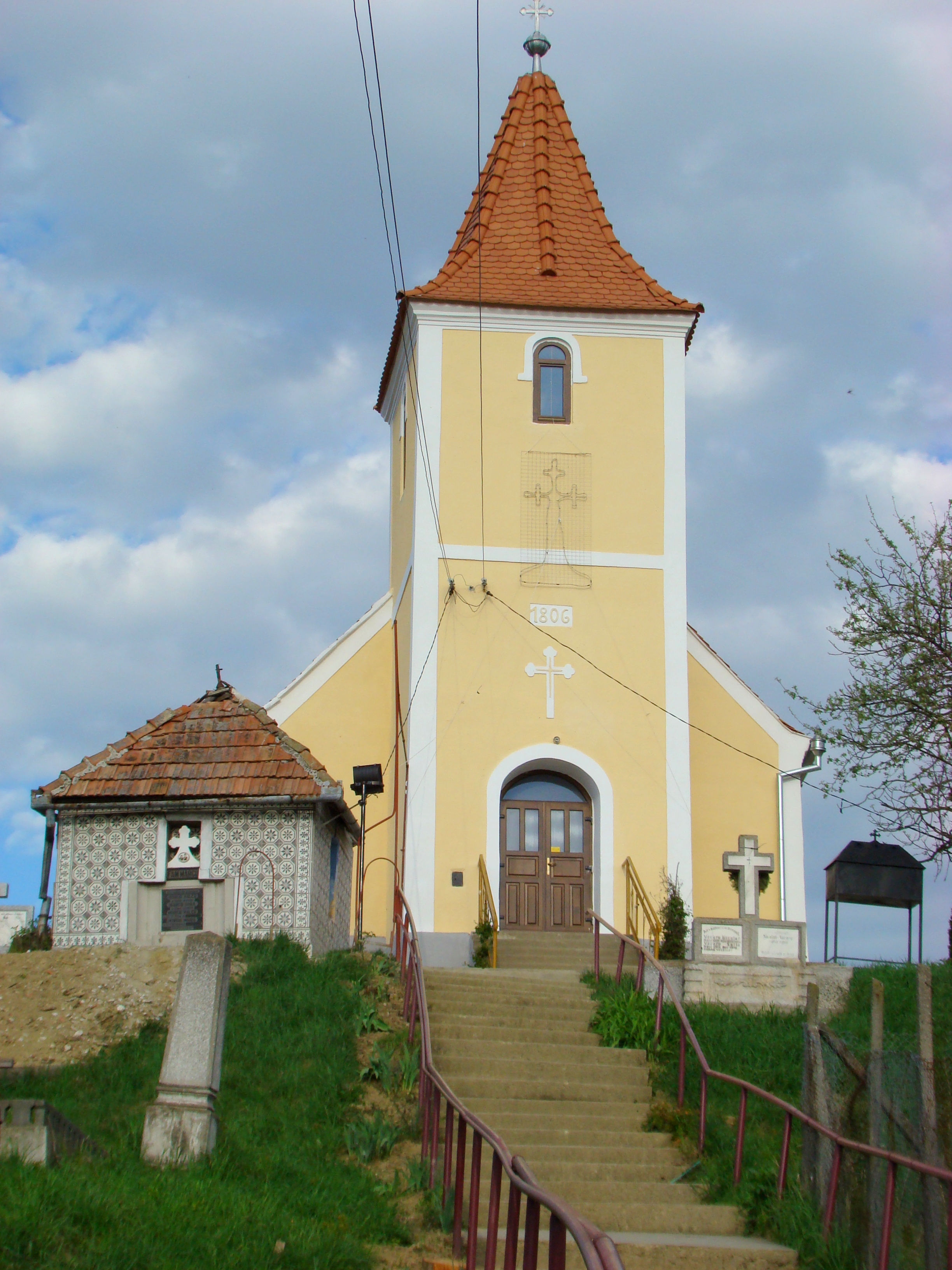
Biserica ortodoxă (monument istoric)
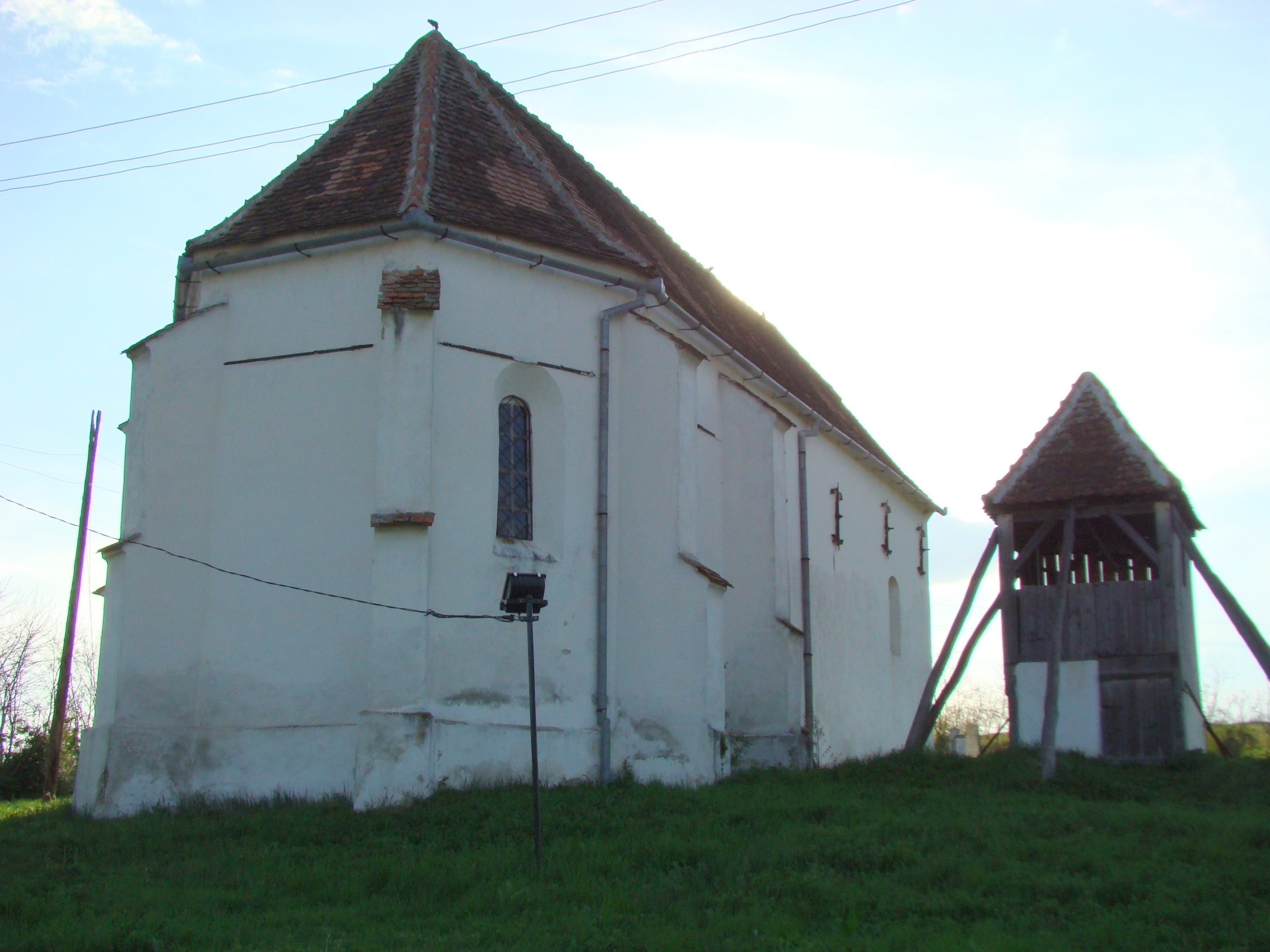
Biserica evanghelică (monument istoric)
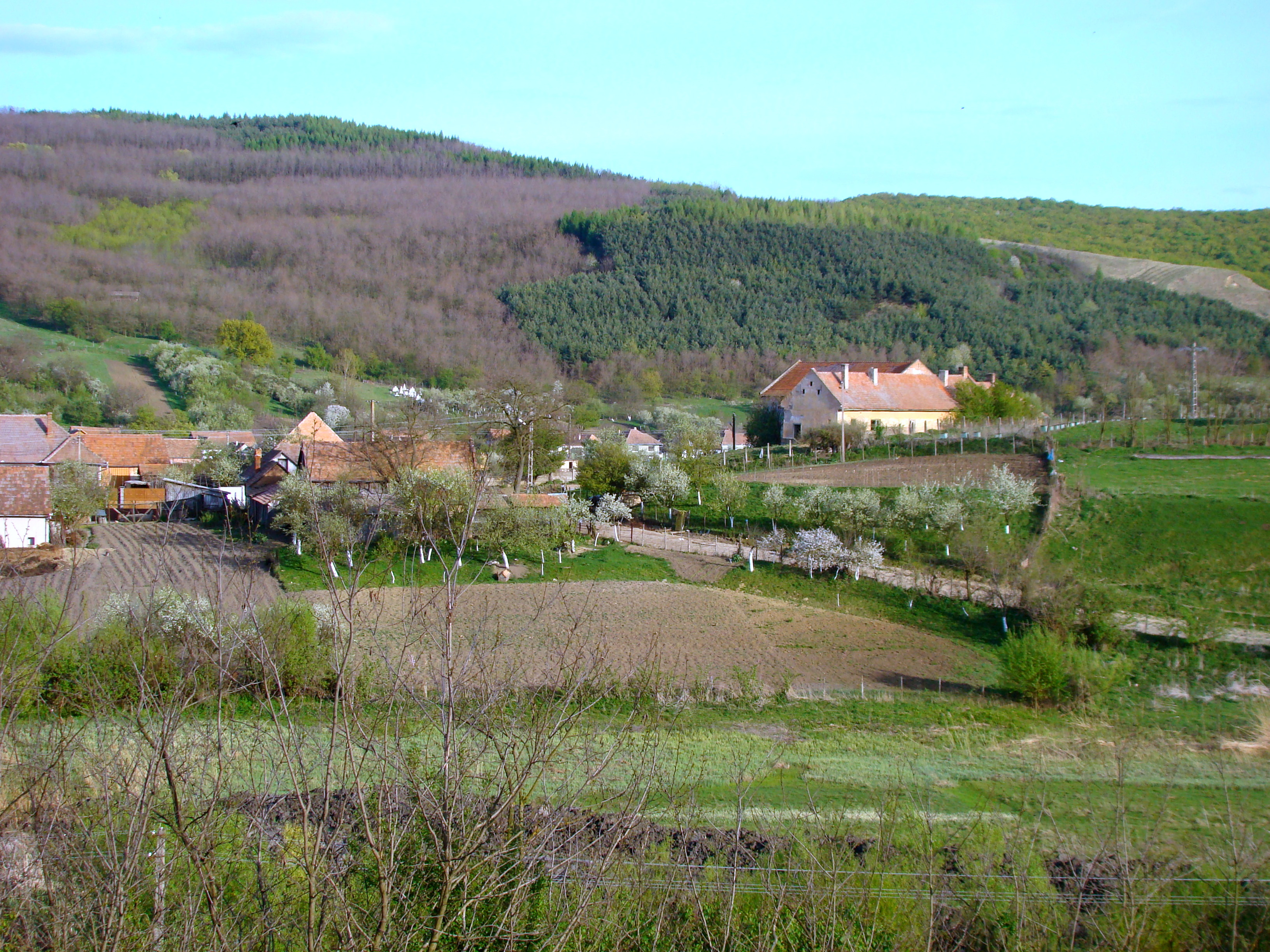
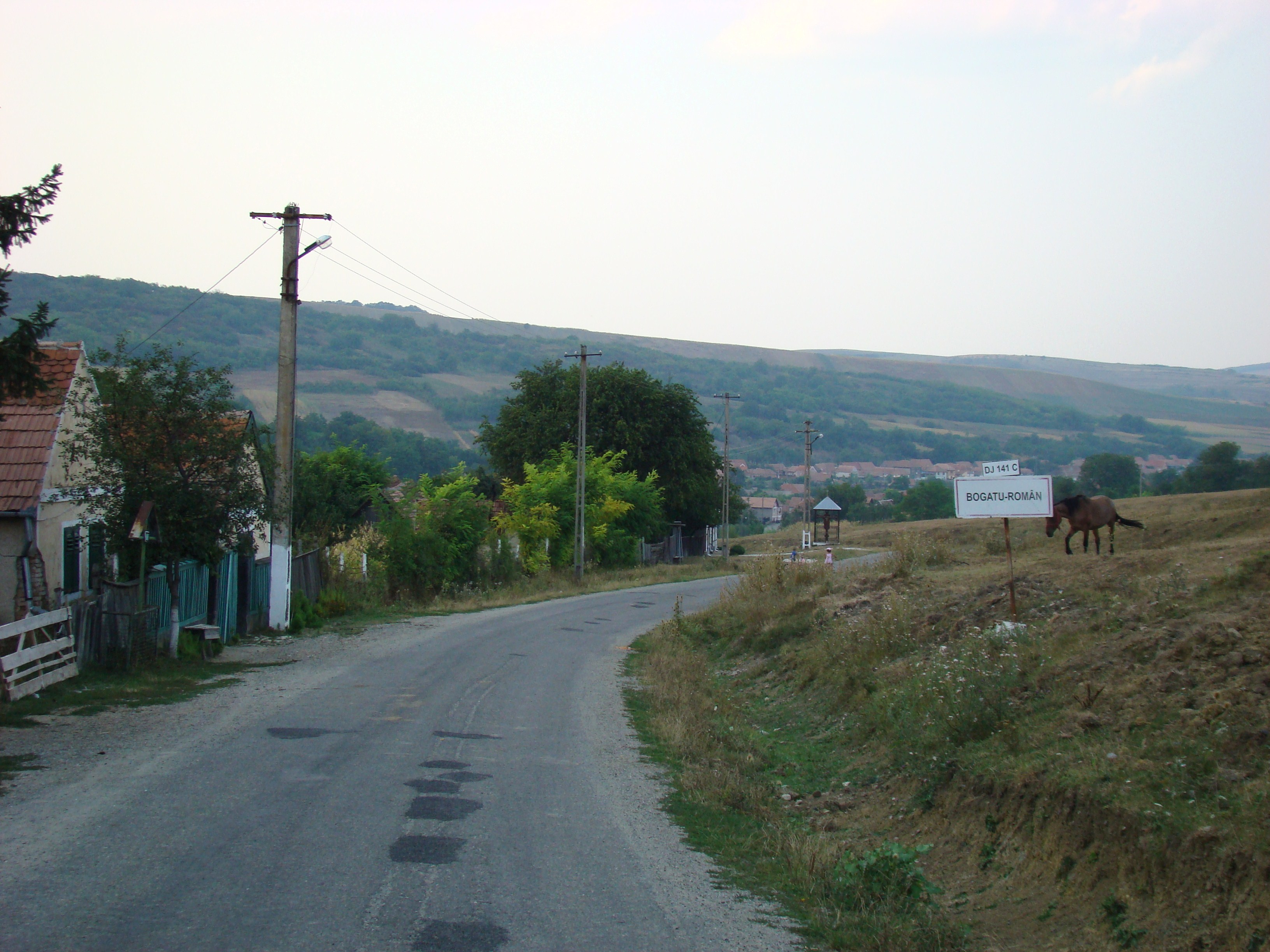
Bogatu Român
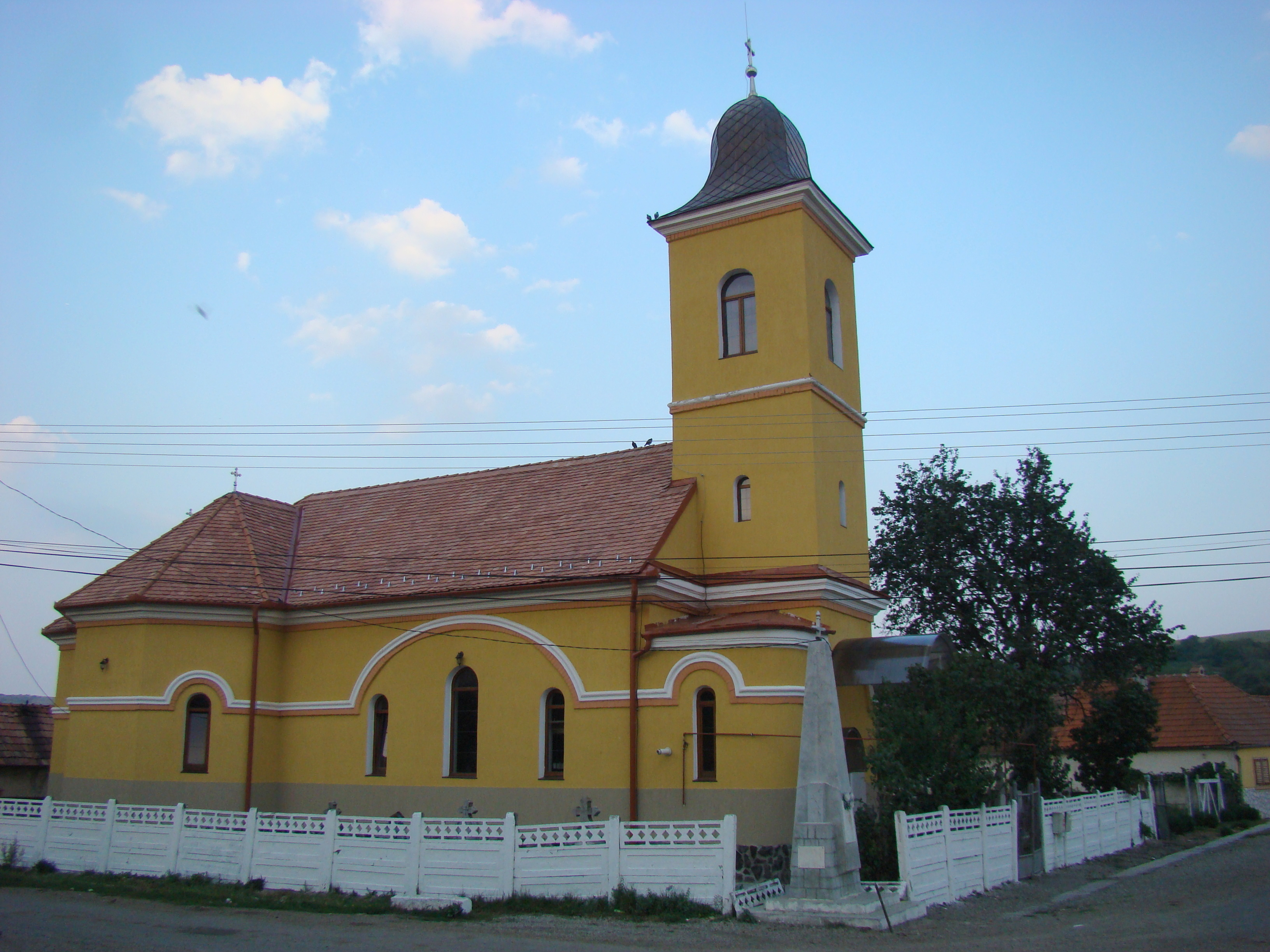
Biserica ortodoxă
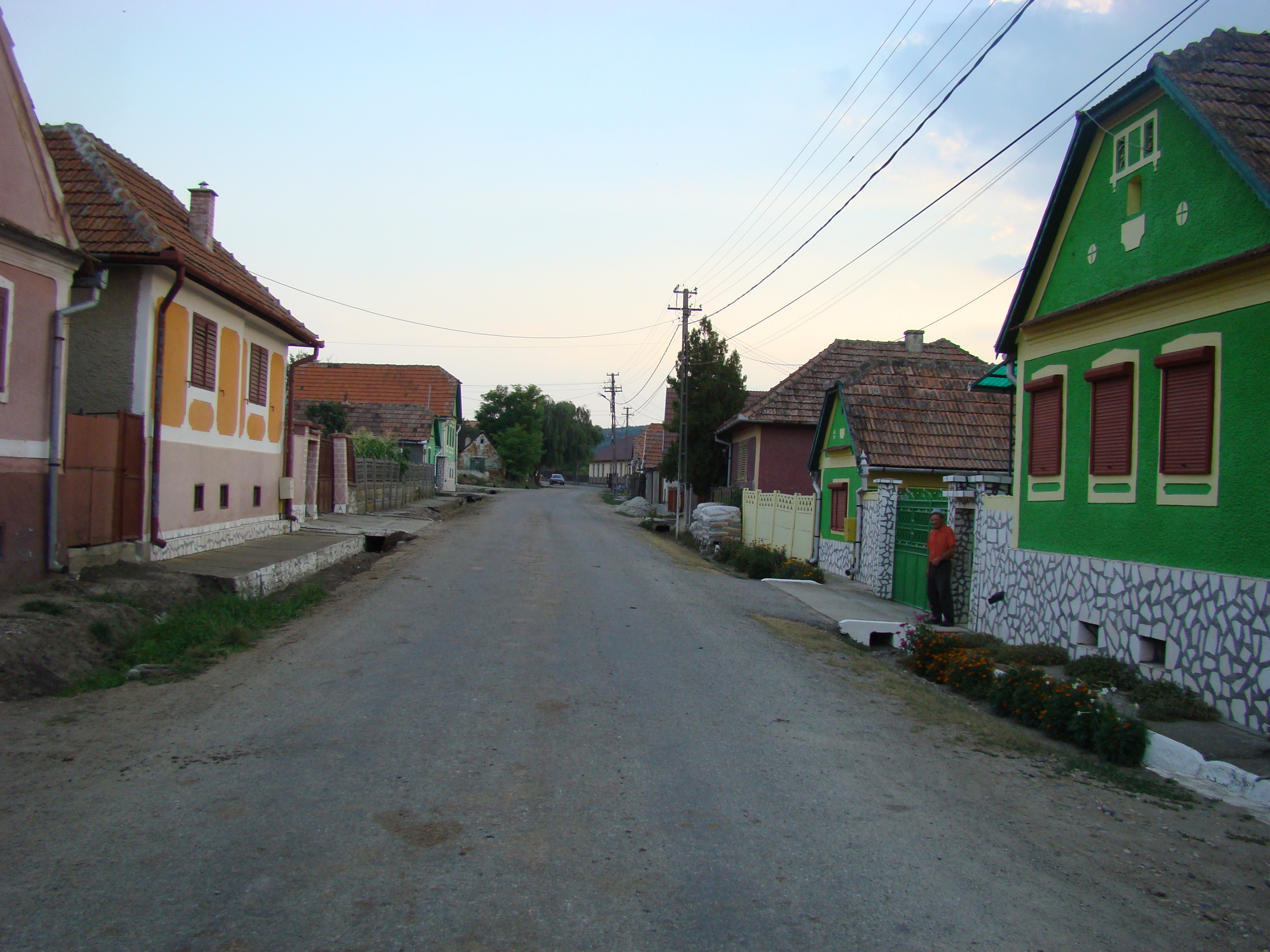
Bogatu Român
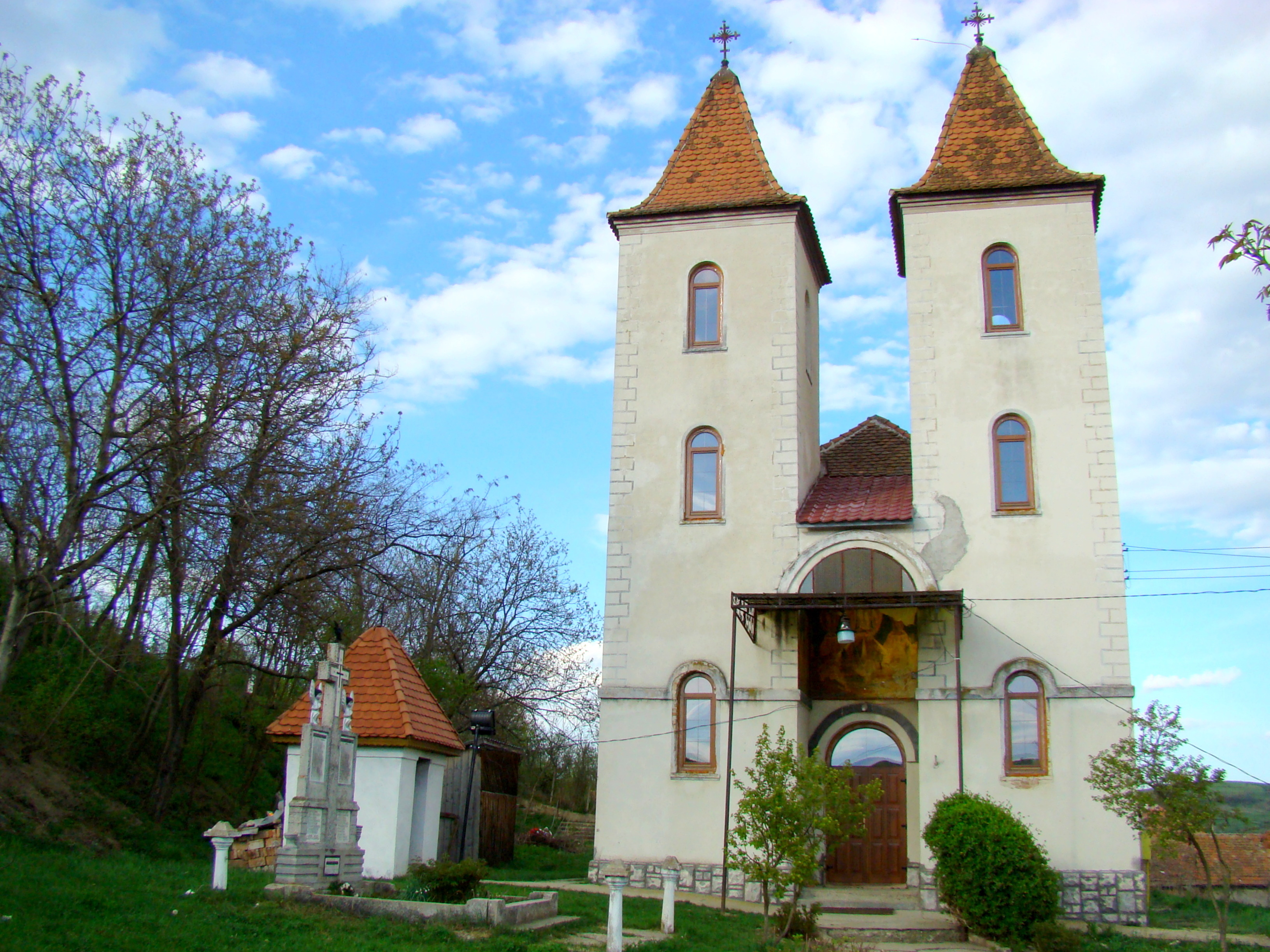
Biserica ortodoxă din Presaca
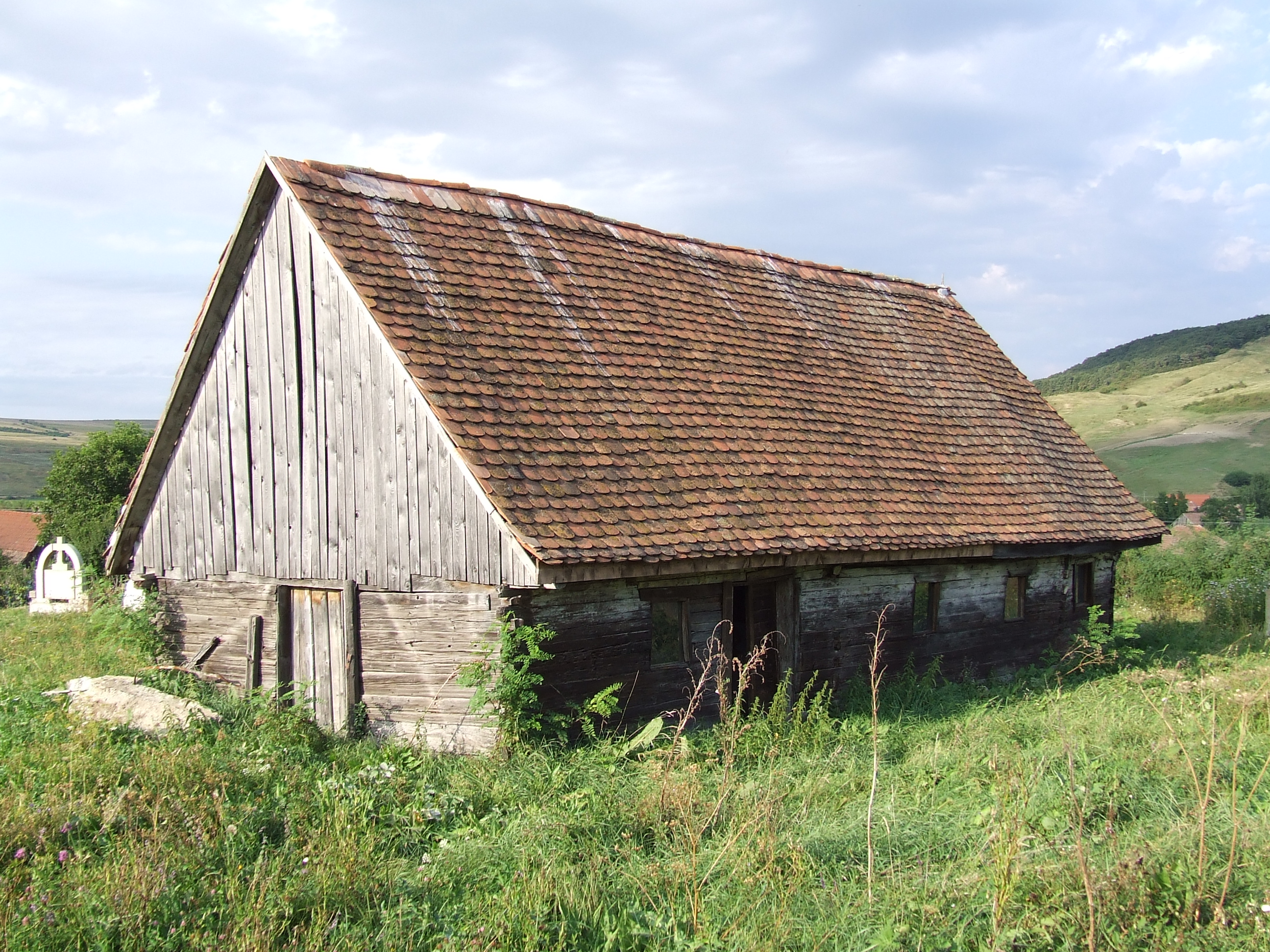
Biserica de lemn din Broşteni